# Геништа, Владимир Иванович
Владимир Николаевич Геништа (1863—1906) — генерал-майор, участник русско-японской войны.

## Биография
Родился в Москве 13 (25) января 1863 года в семье лекаря Ивана Карловича Геништа, который был сыном музыкального педагога Карла Геништа и племянником композитора и дирижёра Иосифа Геништа.
Получил образование в Нижегородской Аракчеевской военной гимназии и Михайловском артиллерийском училище (1881). Подпоручик, затем поручик 20-й конно-артиллерийской батареи.
В 1890 году окончил Николаевскую Академию Генерального Штаба, выпущен штабс-капитаном. Служил в Киевском военном округе. Через два года произведён в капитаны и назначен обер-офицером для особых поручений при штабе 11-го армейского корпуса.
Полковник, начальник штаба 25-й пехотной дивизии (28.9.1904 — 1905). Участник русско-японской войны в звании генерал-майора Генерального штаба. Скончался от ран в 1906 году.

## Семья
Отец — Иван Карлович Геништа (26.10.1832, Москва — 1878), доктор медицины (диссертация «Об истинной роже» защищена в 1864 году в Московском университете), младший лекарь Аракчеевского кадетского корпуса (1860—1861), 1-го Московского кадетского корпуса (1863); старший лекарь Нижегородской Аракчеевской военной гимназии (1873).
Мать — О. А. Завалишина.
Братья: Александр (20.2.1861 —1920), Николай (1865—1932); сестра — Нина (28.6.1867 — ?).
Жена — Н. И. Странсбургская; сыновья:
- Сергей (1886 — 1938?)[2],
- Александр (12.1.1888 — 3.7.1915), выпускник Николаевского кавалерийского училища; штабс-ротмистр 14-го гусарского Митавского полка. Погиб в бою у д. Нерадово, посмертно награждён орденом Св. Георгия 4 класса[3];
- Николай (2.12.1889 — ?)[2],
- Борис (25.8.1891, Винница — 30.9.1981, Сент-Питерсберг, Флорида, США), выпускник Николаевского кавалерийского училища; полковник лейб-гвардии Конно-гренадерского пола, кавалер ордена Св. Владимира 4 степени[3].

## Сочинения
История 30-го драгунского Ингерманландского полка: 1704 г. — 1904 г. — 2 т. / Сост. В. И. Геништа и А. Т. Борисевич. Ч. 1-2. — СПб.: тип. «Бережливость», 1904—1906.